# Kohler (Wisconsin)
Kohler é uma vila localizada no estado norte-americano de Wisconsin, no Condado de Sheboygan.

## Demografia
Segundo o censo norte-americano de 2000, a sua população era de 1926 habitantes.
Em 2006, foi estimada uma população de 1984, um aumento de 58 (3.0%).

## Geografia
De acordo com o United States Census Bureau tem uma área de
14,4 km², dos quais 14,1 km² cobertos por terra e 0,3 km² cobertos por água.

## Localidades na vizinhança
O diagrama seguinte representa as localidades num raio de 16 km ao redor de Kohler.